# Municipio de Benito Juárez (Veracruz)
El municipio de Benito Juárez es uno de los 212 municipios en que se encuentra dividido para su régimen interior el estado mexicano de Veracruz. Localizado al norte del estado, en la región Huasteca Baja, su cabecera es la población de Benito Juárez.

## Toponimia
El nombre que lleva el municipio es en honor a Benito Juárez, conocido como el benemérito de las Américas.

## Geografía
El municipio de Benito Juárez se encuentra localizado en el norte del estado de Veracruz, formando parte de la región Huasteca Baja. Tiene una extensión territorial de 233,565 kilómetros cuadrados y sus coordenadas geográficas extremas son 20° 43' - 20° 54' de latitud norte y 98° 02' - 98° 20' de longitud oeste. Su altitud fluctúa entre 100 y 1 100 metros sobre el nivel del mar.
Limita al norte con el municipio de Chicontepec, al este con el municipio de Ixhuatán de Madero, al sur con el municipio de Tlachichilco, y al suroeste con el municipio de Zontecomatlán de López y Fuentes. Al noroeste limita con el estado de Hidalgo y en particular con el municipio de Xochiatipan.

## Demografía
De acuerdo al Censo de Población y Vivienda, realizado en 2010 por el Instituto Nacional de Estadística y Geografía, el municipio posee una población de 16 120 habitantes, de los que 48.3% son hombres y 51.7% son mujeres.

### Localidades
El municipio tiene un total de 84 localidades. Las principales localidades y su población en 2010 son las siguientes:
| Localidad                 | Población |
| Total Municipio           | 16 692    |
| Benito Juárez             | 1 393     |
| Tenantitla                | 1 273     |
| Hueycuatitla              | 950       |
| Tlatlapango Grande        | 845       |
| Otlamalácatl              | 769       |
| Primo Verdad (San Miguel) | 670       |

## Gobierno y administración
El gobierno del municipio está a cargo de su Ayuntamiento, que es electo mediante voto universal, directo y secreto para un periodo de tres años que no son renovables para el periodo inmediato posterior pero sí de forma no continua. Está integrado por el presidente municipal, un síndico único y dos regidores, uno electo por mayoría relativa y otro por representación proporcional. Todos entran a ejercer su cargo el día 1 de enero del año siguiente a su elección.

### Subdivisión administrativa
Para su régimen interior, el municipio además de tener una cabecera y manzanas, se divide en rancherías y congregaciones, teniendo estas últimas como titulares a los subagentes y agentes municipales, que son electos mediante auscultación, consulta
ciudadana o voto secreto en procesos organizados por el Ayuntamiento.

### Representación legislativa
Para la elección de diputados locales al Congreso de Veracruz y de diputados federales al Congreso de la Unión, el municipio se encuentra integrado en el Distrito electoral local III Chicontepec con cabecera en la ciudad de Chicontepec y el Distrito electoral federal II Tantoyuca con cabecera en la ciudad de Tantoyuca.